# Сан-Клементе (Калифорния)
Сан-Клементе (англ. San Clemente) — город в округе Ориндж, штат Калифорния, США. Население по данным переписи 2020 года составляет 64,293 человека. Расположен на побережье Оранж, на южном побережье Калифорнии. Расположенный между Сан Диего и Лос-Анжелесом город является популярным туристическим местом, известным своими пляжами и испанской колониальной архитектурой эпохи возрождения. Слоган города - «Испанская деревня у моря».

## История
До колонизации испанцами, территория была заселена Juaneño родные люди. Долго восхищались путешественники и прохождения поселенцев, он оставался практически необитаемым до 1776 года, когда отец Джуниперо Серра, основал миссию Сан Хуан Капистрано, которая привела обоих индейцев и испанских поселенцев в создании деревень поблизости. После основания миссии Сан-Хуан Капистрано, местные жители были мобилизованы на работу миссии.
Имущественных прав на земельные участки обменялись руки несколько раз, но мало кто решился построить на нём до 1925 года, когда бывший мэр Сиэтла, Оле Хансон, вне города, крупные земельные разработчика, с финансовой помощью синдиката во главе с Хэмилтоном хлопок, куплен и рассчитан на 2000 акров (8.1 км2) сообщество. Хэнсон считает, приятный климат региона, прекрасные пляжи, плодородные почвы и будет служить убежищем для жителей устали от "большого города". Он назвал город в честь Сан-Клементе остров, который в свою очередь был назван исследователем Визкаино в 1602 году после того, как Святой Климент, чей праздник происходит 23 ноября, в день прибытия Вискайно на острове. Хэнсон представлял в средиземноморском стиле прибрежный курортный город, его "Сан-Клементе у моря". У него была добавлена статья, на поступки, требующие все строительные планы должны быть представлены в Совет по пересмотру архитектуры в целях обеспечения дальнейшего развития сохранит красными черепичными крышами и белыми фасадами. Но это оказалось недолгим; в старой части города вы найдёте эклектичную смесь архитектурных стилей.
Хэнсон преуспели в продвижении новой области и продажа недвижимости. Он построил общественные структуры, такие как Пляжный клуб, общественный Центр, пристань и Площадь Сан-Клементе, ныне известный как Макс Плаза Парк Берг, которые позже были подарены городу. Этот район был официально зарегистрирован как город 27 февраля, 1928 с Совета-руководитель правительства.
Ссылаясь на то, как он будет развивать город, Хэнсон заявил: "у меня есть чистый холст, и я решил написать чистое изображение. Подумайте об этом ... холст в пяти милях (8 км) в длину и полутора миль в ширину! ... Мой Сан-Клементе у моря".
Вскоре после Сан-Клементе был включён, необходимость "пожарный дом" был реализован. Заголовки в Сан-Клементе первая газета, Эль Эральдо де Сан Клементе июня 1928 года читаем: "здание для размещения местных пожарных будут построены популярные подписки и перевернулся в город, когда завершена!" Индивидуальные подписки были получены в суммах от $6.00 до $1500.00 от граждан.

## География
По данным Американского бюро переписи населения, общая площадь города составляет 50,42 км², в том числе 48,46 км² — суша и 1,96 км² — водные пространства (3,89 %). Сан-Клименте расположен на южной оконечности округа Ориндж, на берегу океана, примерно на полпути между Лос-Анджелесом и Сан-Диего. Через город проходит автомобильная дорога I-5.

## История
Город был инкорпорирован 28 февраля 1928 года.

## Транспорт
Межгосударственный 5 проходит через Сан-Клементе. В Предгорной транспортного коридора предложила подключить Мишен Вьехо в оранжевый/Сан-Диего Каунти линии, проходящей по восточной части Сан-Клементе и через Государственный пляж Сан-Онофре на своём пути к I-5. Калифорнийская прибрежная комиссия отказались от этого предложения 8-2. Причин для отказа включено: дорога трассы через парк штата, находящихся под угрозой исчезновения мест обитания, и коренной американец археологических раскопок, и стока с дороги, повреждения государственного парка и серфинга. Федеральное правительство отклонило предложение для размещения платной дороги в соответствии с предложением ТСА. Это решение рассматривается в качестве крупного поражения от ТХК и Великой Победы для связи фонд (который базируется в Сан Клементе), и для разных экологических групп.
В южной части города расположен лагерь Пендлтон и эстакад пляжа для серфинга. Кроме того, город обслуживает поезда на железнодорожный вокзал и метро между Лос-анджелесом и Сан-Диего, и которые предоставляют на пляже в Сан-Клементе.

## Архитектурный стиль
Сан-Клементе уже давно известен своей архитектурой в средиземноморском стиле Ренессанс. Ресторанов города Сан-Клементе и магазины украшены красными черепичными крышами, лепниной кремовые стены и тёмные деревянные двери и окна. Домов в этом районе варьируются в стиле, но придерживаться средиземноморской тема для большинства. Самых старых домов в этом районе, расположенном на юго-западе Сан-Клементе, прямо к югу от центра города. Домов в микрорайоне "Ривьера" располагает несколькими Кейп-код нового строительства, а также новой современной резиденции. Более традиционные, старые дома сидеть в Lasuen "загрузки" район. На территории, прилегающей к Lasuens или "Потерянный ветер" пляж состоять строго из средиземноморского Ренессанса, как в одноместных и двухместных история моды. Новые строительные дома сложно найти, особенно в Lasuens загрузки.

## Климат
Сан-Клементе имеет средиземноморский климат, где температура, как правило, в среднем в 70 °F. самый теплый месяц года-август, со средней температурой 79 °F (от 26 °C). Самый холодный месяц-декабрь со средней температурой 64 °C (18 °C). Годовое количество осадков в 2010 году составил 10,5 дюймов (270 мм) и ежегодных солнечных дней 310.

## Население
Согласно данным переписи населения 2010 года, в городе насчитывалось 63 522 жителя. Плотность населения, таким образом, составляла 1260 человек на км². Расовый состав населения города был таков: 86,0 % — белые; 0,6 % — афроамериканцы; 0,6 % — индейцы; 3,7 % — азиаты; 0,1 % — представители населения островов Тихого океана; 5,4 % — представители иных рас и 3,6 % — представители двух и более рас. 16,8 % населения определяли своё происхождение как испанское (латиноамериканское).
Из 23 906 домохозяйств на дату переписи 34,3 % имели детей; 58,0 % были женатыми парами. 21,7 % домашних хозяйств было образовано одинокими людьми, при этом в 8,2 % домохозяйств проживал одинокий человек старше 65 лет. Среднее количество людей в домашнем хозяйстве составляло 2,65; средний размер семьи — 3,00 человек.
Возрастной состав населения: 24,4 % — младше 18 лет; 7,9 % — от 18 до 24 лет; 25,9 % — от 25 до 44 лет; 28,5 % — от 45 до 64 лет и 13,2 % — 65 лет и старше. Средний возраст — 40 лет. На каждые 100 женщин приходится 100,9 мужчин. На каждые 100 женщин старше 18 лет — 98,8 мужчин.
Средний доход на домохозяйство составляет $87 184, при этом 7,9 % населения проживает за чертой бедности.
Динамика численности населения города по годам:
| 1950 | 1960 | 1970   | 1980   | 1990   | 2000   | 2010   |
| ---- | ---- | ------ | ------ | ------ | ------ | ------ |
| 2008 | 8527 | 17 063 | 27 325 | 41 100 | 49 936 | 63 522 |